# Oca ampurdanesa
La oca ampurdanesa o del Ampurdán es una raza de ganso doméstico propia de la comarca histórica española del Ampurdán, en la provincia de Gerona.

## Descripción
Esta raza de ganso doméstico se caracteriza por presentar un penacho de plumas con forma de moño sobre la cabeza. Su tamaño es mediano y es de constitución robusta y esbelta, con los ojos de color azul celeste y plumaje blanco en ambos sexos.